# Grotten van Škocjan
Grotten van Škocjan (Sloveens Škocjanske jame) zijn druipsteengrotten bij Divača in het Karst in het zuidwesten van Slovenië. Bereikbaar 20 km ten oosten van Triëst. Ze liggen in het Regionaal park Grotten van Škocjan (Park Škocjanske jame).
Ze hebben een lengte van 5 kilometer en zijn meer dan 200 meter diep met verschillende watervallen.
Sinds 1986 staan ze op de Werelderfgoedlijst van UNESCO.
Verwar de Grotten van Škocjan niet met het landschapspark Rakov Škocjan bij Cerknica, enige tientallen kilometers naar het noordoosten.